# Shonan
Shōnan (湘南) é um resort na costa da Baía de Sagami no Japão central. Fica a 50 km de Tóquio, por causa da Baía, a região se beneficia de um clima ameno e grandes praias cobertas com areia negra vulcânica.
Shonan aparece em vários animes e mangás, principalmente em Shonan Bakusozoku e Shonan Junai Gumi.